# Surrender (песня Элвиса Пресли)
«Surrender» (с англ. — «Сдайся») — песня, которую Элвис Пресли выпустил как сингл в 1961 году. Это американская адаптация Дока Помуса и Морта Шумана музыки неаполитанской баллады 1902 года под названием «Вернись в Сорренто». Это одна из 25 песен, написанных Доком Помусом и Мортом Шуманом для Пресли. Она была записана многими другими исполнителями, включая Майкла Бубле, The Residents и Il Volo.
В США в 1961 году в журнале «Билборд» песня «Surrender» в исполнении Элвиса Пресли достигла 1 места в чарте Billboard Hot 100 и стала одним из самых продаваемых синглов всех времен.

## Персонал
- Элвис Пресли ― вокал
- The Jordanaires ― бэк-вокал
- Милли Киркхэм ― бэк-вокал
- Скотти Мур ― электрогитара
- Хэнк Гарленд ― акустическая гитара
- Боб Мур ― контрабас
- Доминик Джозеф Фонтана ― ударные
- Бадди Харман ― перкуссия
- Флойд Крамер ― фортепиано
- Бутс Рэндольф ― саксофон

## Чарты
| Чарт (1961-2005)                | Наив. поз. |
| ------------------------------- | ---------- |
| Eurochart Hot 100 Singles       | 8          |
| Франция (SNEP)                  | 92         |
| ФРГ (GfK)                       | 6          |
| Ireland (IRMA)                  | 25         |
| Italy (Musica e dischi)         | 2          |
| Нидерланды (Single Top 100)     | 20         |
| Норвегия (VG-lista)             | 2          |
| Великобритания (OCC UK Singles) | 1          |
| США (Billboard Hot 100)         | 1          |